# Alexander Barrow
Alexander Barrow, född 27 mars 1801 nära Nashville, Tennessee, död 29 december 1846 i Baltimore, Maryland, var en amerikansk politiker (whig). Han representerade delstaten Louisiana i USA:s senat från 1841 fram till sin död.
Barrow studerade vid United States Military Academy 1816–1818. Han studerade sedan juridik och inledde 1822 sin karriär som advokat i Nashville. Han flyttade sedan till Louisiana och efter en tid övergav arbetet som advokat. Han var därefter verksam som plantageägare.
Barrow efterträdde 1841 Robert C. Nicholas som senator för Louisiana. Han avled 1846 i ämbetet och efterträddes av Pierre Soulé.
Barrow gravsattes på plantagen Afton Villa nära Bayou Sara i West Feliciana Parish.